# Powfu
Powfu (настоящее имя — Исайя Фабер (англ. Isaiah Fabe); род. 31 марта 1999, Ванкувер, Британская Колумбия, Канада) — канадский певец, рэпер, автор песен и музыкальный продюсер. Сын Дэйва Фабера из Faber Drive. Приобрёл популярность после выпуска своего первого сингла «Death Bed (Coffee for Your Head)» с участием Beabadoobee, достигшего 23-го места в чарте Billboard Hot 100.

## Карьера
В феврале 2020 года он выпустил песню Death Bed», в которой представлен семпл дебютного сингла британской певицы Beabadoobee «Coffee». Сингл получил более 1 миллиарда просмотров на Spotify по состоянию на июнь 2021 года и достиг 23-го места в Billboard Hot 100 после того, как приобрел популярность благодаря приложению для обмена видео TikTok, где было опубликовано более четырёх миллионов видеороликов с использованием песни. Выпустив сингл в коммерческом масштабе год спустя, Powfu подписал контракт с Columbia Records в США совместно с Robots + Humans в Великобритании. Песня появляется на EP Poems of the Past, который был выпущен 29 мая 2020 года.